# A-YO
„A-YO“ е песен на американската певица Лейди Гага, част от петия студиен албум на изпълнителката – „Joanne“, излязъл на пазара на 21 октомври 2016 г. Гага композира и продуцира песента с Марк Ронсън, Кевин Паркър и BloodPop.
|  | Тази страница частично или изцяло представлява превод на страницата Joanne_(album) в Уикипедия на английски. Оригиналният текст, както и този превод, са защитени от Лиценза „Криейтив Комънс – Признание – Споделяне на споделеното“, а за съдържание, създадено преди юни 2009 година – от Лиценза за свободна документация на ГНУ. Прегледайте историята на редакциите на оригиналната страница, както и на преводната страница, за да видите списъка на съавторите. ВАЖНО: Този шаблон се отнася единствено до авторските права върху съдържанието на статията. Добавянето му не отменя изискването да се посочват конкретни източници на твърденията, които да бъдат благонадеждни. |